# Auzouville-sur-Ry
Auzouville-sur-Ry és un municipi francès situat al departament del Sena Marítim i a la regió de Normandia. L'any 2007 tenia 606 habitants.

## Demografia

### Població
El 2007 la població de fet d'Auzouville-sur-Ry era de 606 persones. Hi havia 219 famílies de les quals 28 eren unipersonals (12 homes vivint sols i 16 dones vivint soles), 81 parelles sense fills, 106 parelles amb fills i 4 famílies monoparentals amb fills.
La població ha evolucionat segons el següent gràfic:
Habitants censats

### Habitatges
El 2007 hi havia 234 habitatges, 217 eren l'habitatge principal de la família, 6 eren segones residències i 10 estaven desocupats. Tots els 230 habitatges eren cases. Dels 217 habitatges principals, 199 estaven ocupats pels seus propietaris i 18 estaven llogats i ocupats pels llogaters; 6 tenien dues cambres, 37 en tenien tres, 61 en tenien quatre i 114 en tenien cinc o més. 191 habitatges disposaven pel capbaix d'una plaça de pàrquing. A 75 habitatges hi havia un automòbil i a 131 n'hi havia dos o més.

### Piràmide de població
La piràmide de població per edats i sexe el 2009 era:
| Homes | Edats   | Dones |
| ----- | ------- | ----- |
| 0     | 95 o +  | 0     |
| 0     | 90 a 94 | 0     |
| 4     | 85 a 89 | 8     |
| 0     | 80 a 84 | 4     |
| 8     | 75 a 79 | 4     |
| 0     | 70 a 74 | 4     |
| 20    | 65 a 69 | 16    |
| 4     | 60 a 64 | 4     |
| 16    | 55 a 59 | 16    |
| 40    | 50 a 54 | 8     |
| 28    | 45 a 49 | 36    |
| 20    | 40 a 44 | 40    |
| 20    | 35 a 39 | 12    |
| 24    | 30 a 34 | 12    |
| 8     | 25 a 29 | 24    |
| 28    | 20 a 24 | 4     |
| 36    | 15 a 19 | 24    |
| 32    | 10 a 14 | 12    |
| 20    | 5 a 9   | 20    |
| 8     | 0 a 4   | 20    |

## Economia
El 2007 la població en edat de treballar era de 424 persones, 314 eren actives i 110 eren inactives. De les 314 persones actives 295 estaven ocupades (151 homes i 144 dones) i 19 estaven aturades (10 homes i 9 dones). De les 110 persones inactives 38 estaven jubilades, 48 estaven estudiant i 24 estaven classificades com a «altres inactius».

### Ingressos
El 2009 a Auzouville-sur-Ry hi havia 223 unitats fiscals que integraven 628,5 persones, la mediana anual d'ingressos fiscals per persona era de 20.303 €.

### Activitats econòmiques
Dels 17 establiments que hi havia el 2007, 1 era d'una empresa alimentària, 1 d'una empresa de fabricació d'altres productes industrials, 5 d'empreses de construcció, 4 d'empreses de comerç i reparació d'automòbils, 1 d'una empresa d'hostatgeria i restauració, 3 d'empreses de serveis, 1 d'una entitat de l'administració pública i 1 d'una empresa classificada com a «altres activitats de serveis».
Dels 4 establiments de servei als particulars que hi havia el 2009, 1 era un taller de reparació d'automòbils i de material agrícola, 2 fusteries i 1 lampisteria.
Dels 2 establiments comercials que hi havia el 2009, 1 era una botiga de menys de 120 m² i 1 una fleca.
L'any 2000 a Auzouville-sur-Ry hi havia 12 explotacions agrícoles que ocupaven un total de 462 hectàrees.

## Equipaments sanitaris i escolars
El 2009 hi havia una escola elemental integrada dins d'un grup escolar amb les comunes properes formant una escola dispersa.

## Poblacions més properes
El següent diagrama mostra les poblacions més properes.